# 藤田真奈美
藤田 真奈美（ふじた まなみ、1979年9月24日 - ）は、日本のフリーアナウンサー。

## 来歴
身長157cm。生まれたのは東京都だが、親が転勤族で、小学生時代は広島県で過ごし、中学生・高校生時代は千葉県に住んでいた。早稲田大学商学部を卒業した。特技はピアノ演奏とチアリーディングで、趣味は全国各地のキティちゃんの収集。  
大学生時代に漠然とマスコミの仕事を志望し、出版社でファッション誌のライターの手伝いや化粧品関係の記事のアシスタントのアルバイトをしていた。就職活動を始めた時にアナウンサーの仕事に興味を持ち、友人の推薦でミス・コンテストに出場したこともあった。アナウンサーでの就職活動では採用にならず、卒業後は日立製作所に総合職で入社し、営業で情報通信系を担当した。入社1年目の夏、アナウンサー試験を受験した局の社員から「まだアナウンサーを目指しているのなら、CSのキャスターのオーディションを受けてみたら」と誘われ、オーディションに合格し、フリーアナウンサーへ転職した。
2003年4月から2006年3月までTBS系『JNNニュースバード』のキャスターを担当した。2007年4月より5年間、『NHK BSニュース』のキャスターを担当した。さらに2011年4月14日より1年間は並行してNHK総合『お元気ですか日本列島』に出演し、関東甲信越を担当した。2012年3月に気象予報士の資格を取得し、4月より生島企画室（現在のFIRST AGENT）に所属した。2013年4月より1年間、日経CNBCでキャスターを務める。2015年3月31日よりNHK BS1で『国際報道2015』のキャスターを務め、当面火曜から金曜の週4日出演（番組開始当初から出演していた黒木奈々のがん治療の関係もあるため）した。また、同年4月4日から2017年9月30日までTOKYO MXで、『TOKYO MX NEWS』の土曜・日曜のキャスターを務めていた。

## 出演番組

### 過去
- キャッチ!世界のトップニュース（NHK BS1）、2016年4月4日 - 2020年3月27日、隔週担当
- はやドキ!（TBS）ナレーター、月曜日担当、2015年3月30日 - 9月21日
- JNNニュースバード
- お元気ですか日本列島（NHK総合）
- NHK BSニュース（NHK BS1）
- BS列島ニュース（NHK BS1）
- BSニュース 日経プラス10（BSジャパン） - ／2013年4月 - 2014年3月 日経スタジオのコーナー担当
- 国際報道2015 / 2016（NHK BS1） - ／2015年3月31日 - 2016年4月1日、担当開始直後は火曜から金曜の、2015年10月からは全曜日キャスター。
- TOKYO MX NEWS（TOKYO MX）（土日）
- ジモト応援！東京つながるNews（J:COM東京）ナレーション・リポーター担当。（金曜担当）